# Mikroregion Campanha Ocidental

Mikroregion Campanha Ocidental

Mikroregion Campanha Ocidental – mikroregion w brazylijskim stanie Rio Grande do Sul należący do mezoregionu Sudoeste Rio-Grandense. Ma powierzchnię 31.167,5 km²

## Gminy
- Alegrete
- Barra do Quaraí
- Garruchos
- Itaqui
- Maçambara
- Manoel Viana
- Quaraí
- São Borja
- São Francisco de Assis
- Uruguaiana